# Guy-Guy
Cette page présente le prénom Guy-Guy ainsi que ses variantes.
Guy-Guy est un Prénom masculin.

## Occurrence
Guy-Guy est aujourd'hui très peu usité en France. Le surnom est beaucoup plus usité, notamment sur le Web[réf. nécessaire].
Il est parfois utilisé en Afrique francophone.

## Étymologie
Guy-Guy est surtout un surnom masculin de langue française se voulant affectueux. Surnom utilisé pour les personnes portant des prénoms comme Guillaume, Guy, Tanguy, Guylain, Guylian, Guyllaume, Guylan, Guyllian, Guylhem. Comme surnom, s'écrit parfois aussi « Gui-Gui ».

## Personnalités portant ce prénom
- Guy-Guy Fall - Musicien congolais (Congo-Brazzaville).
- Guy-Guy Bouzoune - Auteur humoriste français.
- Guy-Guy pour Guillaume Pepy - Président de la SNCF[2].